# Weimar Roldán
Weimar Alfonso Roldán Ortíz (nascido em 17 de março de 1985) é um ciclista de estrada profissional colombiano. Representou seu país, Colômbia, no ciclismo nos Jogos Olímpicos de Verão de 2012.